# Saurauia bogoriensis
Saurauia bogoriensis là một loài thực vật thuộc họ Actinidiaceae. Đây là loài đặc hữu của Indonesia. Chúng hiện đang bị đe dọa vì mất môi trường sống.